# Controversia en Wikipedia por la biografía de John Seigenthaler

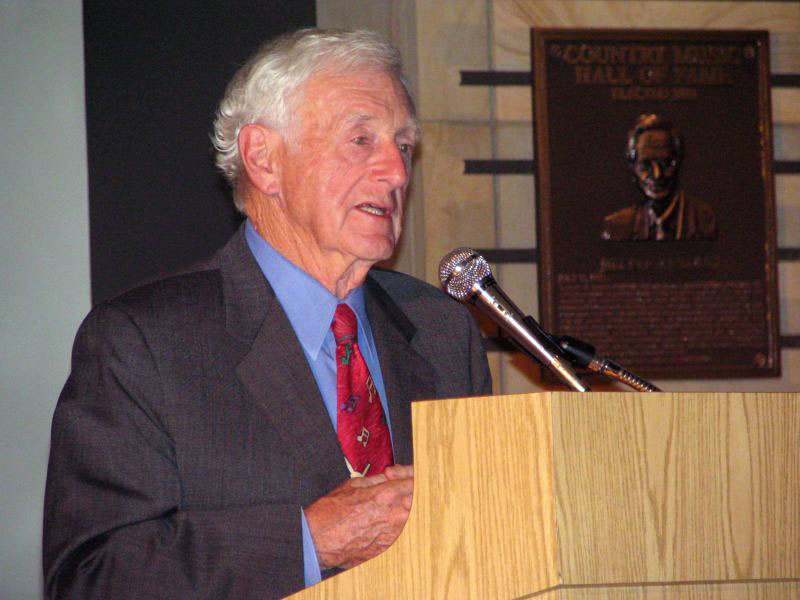
John Seigenthaler en 2005.

La controversia relacionada con la biografía de John Seigenthaler se originó en mayo de 2005, cuando un usuario anónimo publicó información inexacta en la versión en inglés de Wikipedia. Cuatro meses después, Victor S. Johnson, conocido de Seigenthaler, identificó las falsedades y notificó la situación. El contenido del artículo atribuía a Seigenthaler una posible implicación en los homicidios de John F. Kennedy y Robert F. Kennedy, además de afirmar incorrectamente que residió en la Unión Soviética entre 1971 y 1984. Asimismo, el artículo le adjudicaba la fundación de una empresa de relaciones públicas, aunque en realidad fue su hermano quien estableció una compañía con el apellido familiar.
Tras ser alertado por Johnson respecto del artículo, Seigenthaler envió varios mensajes electrónicos a diversos amigos y colegas. Uno de estos, Eric Newton, miembro de la Fundación Knight, consiguió una biografía oficial de Seigenthaler publicada en la página de Internet de Freedom Forum y la copió en Wikipedia el 23 de septiembre de 2005, reemplazando de este modo el inadmisible artículo -más tarde, aquella biografía tuvo que ser reemplazada por otra, más resumida, debido a que se podían violar los derechos de autor de Freedom Forum—. Finalmente, en octubre, el mismo Seigenthaler contactó a Jimmy Wales, fundador de Wikipedia, quien tomó la decisión inusual de expurgar la información falsa («borrarla» o hacer revdel, acrónimo de revision deletion, de acuerdo a la terminología de Meta-Wiki) en los logs de Wikipedia. Como resultado, las versiones no editadas del artículo solo podrían ser vistas por los administradores de Wikipedia. Las afirmaciones falsas fueron añadidas el 26 de mayo de 2005, es decir, permanecieron sin ser tomadas en cuenta ni corregidas durante casi cuatro meses. Por otro lado, varias páginas de Internet que copian su contenido de Wikipedia, no controladas por Wikipedia, continuaron mostrando el artículo inexacto varias semanas después de la acción tomada por Wikipedia. No se sabe cuánta gente llegó a leer el artículo difamatorio antes de haber sido corregido.
El 29 de noviembre de 2005, un artículo escrito por Seigenthaler apareció en la sección editorial del diario USA Today, detallando lo ocurrido. Se incluía una cita textual de las acusaciones falsas:

John Seigenthaler Sr. fue asistente del fiscal general Robert Kennedy a inicios de los años 1960. Por un breve período se creyó que habría estado involucrado en los asesinatos de John y de su hermano Bobby. Nunca fue probado.

Seigenthaler describió sus intentos fallidos de identificar a la persona que publicó, anónimamente, aquella biografía inexacta en Wikipedia. Para ello solicitó formalmente al proveedor de Internet, Bellsouth, que identificara al usuario responsable de la publicación y, desde luego, criticó a Wikipedia por ofrecer esa información tergiversada a una amplia audiencia.
Una versión más extensa de este artículo de Seigenthaler fue publicada varios días después en The Tennessean, donde Seigenthaler fuera editor en jefe en los años 1970.
Seigenthaler apareció en el programa Washington Journal de la cadena C-SPAN, conducido por Brian Lamb. Seigenthaler se mostró preocupado porque otros bromistas trataran de burlarse de miembros del Congreso u otros hombres poderosos en el gobierno, y, asimismo, que se pudiera poner en riesgo los derechos a la libertad de expresión en Internet.

## Editor anónimo identificado
Daniel Brandt, un activista privado de San Antonio (Texas) que había iniciado un programa anti-Wikipedia, llamado Wikipedia Watch en respuesta a ciertos problemas ocurridos con un artículo sobre él, descubrió que la dirección IP que se usó para crear la falsa biografía hospedaba a una página de Internet cuya dirección IP pertenecía a un cliente de BellSouth, y que contenía el texto Welcome to Rush Delivery. Brandt contactó personalmente con la compañía Rush Delivery, con los medios de comunicación y con Seigenthaler.
El 9 de diciembre, Brian Chase, un administrador de operaciones de 38 años de edad que trabajaba para Rush Delivery en Nashville, admitió que él había publicado las acusaciones sobre Seigenthaler para gastarle una broma a un colega. Al cabo, Chase renunció a su trabajo en Rush Delivery. Pero después de recibir una disculpa escrita a mano y de conversar con Chase por teléfono, Seigenthaler decidió que no lo demandaría y urgió a Rush Delivery a recontratar a Chase.
Uno de los clientes de Rush Delivery fue el ya fallecido hermano de Seigenthaler, Thomas, fundador de Seigenthaler Public Relations.
Seigenthaler también se enteró de que un usuario con una dirección IP perteneciente a un cliente de Adelphia había alterado la biografía falsa, copiando una cita textual desde la página web de Freedom Forum First Amendment Center. Cuando Eric Newton se encontró con Seigenthaler en noviembre de 2005 en una cena del comité de para protección de los periodistas, le confesó que él había sido el cliente de Adelphia que trató de corregir la biografía publicada en Wikipedia.

## Reacción
El incidente proporcionó a Wikipedia una gran cobertura de prensa, la mayor parte desfavorable. En un reportaje especial de Fox News, Brit Hume anunció que la información falsa relacionando a Seigenthaler con los asesinatos de los hermanos Kennedy había sido «finalmente removida» de Wikipedia, a la que él describió como «aquella que se hace llamar enciclopedia», sosteniendo que era «en verdad un lugar abierto donde cualquiera puede ingresar información errónea y donde las equivocaciones abundan».

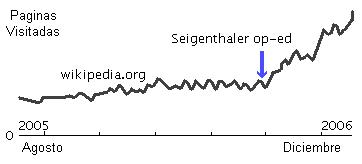
Incremento de visitas diarias en la Wikipedia en inglés después de la controversia.

En el artículo aparecido en el USA Today, Seigenthaler afirma que Wikipedia es una «herramienta irresponsable y defectuosa». Varias publicaciones comentaron el incidente, frecuentemente criticando a Wikipedia (y al modelo de edición abierto utilizado por ella) como no confiable y citando el incidente con Seigenthaler como prueba.
En respuesta a este escándalo y a las duras críticas, la revista científica Nature publicó un estudio en diciembre de 2005, en el cual se establecía que la tasa de error en artículos científicos encontrados en Wikipedia era similar a la de la Enciclopedia Británica. Esto sugiere, dice la revista, “que tales casos excepcionales (como el de Seigenthaler y Curry) eran más bien la excepción y no la regla".
El 5 de diciembre de 2005, Seigenthaler y Jimmy Wales aparecieron juntos en CNN para discutir el asunto. El 6 de diciembre, ambos fueron entrevistados en el programa Talk of the Nation de National Public Radio (NPR). Allí, Wales describió la nueva política que había implementado previniendo que usuarios no registrados pudieran crear nuevos artículos en la versión en inglés de Wikipedia, aunque esos usuarios podrían continuar editando artículos existentes. En la entrevista en CNN, Seigenthaler también sacó a colación el espectro del incremento de regulación del gobierno sobre Internet:

«Podría decir que estoy preocupado sobre la dirección que esto está tomando. El próximo año es un año electoral. Cada político puede ser sujeto de la misma clase de comentarios indignantes así como lo fui yo, y de otros más. Me temo que vamos a tener unos medios controlados como resultado de esto. Y yo, te lo digo, pienso que ustedes no pueden arreglar esto, arreglar la historia al mismo tiempo que las páginas de la biografía. Creo que lo sucedido nos traerá grandes problemas, y nosotros vamos a tener que luchar por mantener el control del gobierno lejos de ustedes».

En una reacción causada por la controversia, el editor de negocios de The New York Times, Larry Ingrasia, envió un memorando a todo su personal comentando la poca confiabilidad de Wikipedia y escribió: «nosotros no deberíamos estar utilizándola para confirmar ninguna información que se publicará en el periódico».
Seigenthaler respondió a esto en una entrevista con Brad Carter de NPR. Él dijo que no quería tener nada que ver con Wikipedia porque desaprobaba sus presunciones básicas. También resaltó que la información falsa había estado en línea durante varios meses antes que fuera notada, y dijo que él no hubiera podido editar el artículo porque ni siquiera tenía idea de que existía. «Editar Wikipedia», —sugiere—  «significaría que yo apruebo lo que está allí escrito». En su opinión, reeditar el artículo no era suficiente y, en cambio, el quería exponer lo que él consideraba «fallas incurables» en el proceso de Wikipedia y en su espíritu.
Es debatible si es que los efectos serán los que Seigenthaler pronostica. Wikipedia recibió publicidad adversa, es cierto, pero también ingresó en uno de los períodos de crecimiento más fuerte de su historia. A mediados de diciembre de 2005 sobrepasó a CNN.com por primera vez en los rankings de Alexa.